# Polnica II
Polnica II (biał. Польніца II, ros. Польница II) – dawna wieś, obecnie zachodnia część wsi Polnica na Białorusi, w obwodzie grodzieńskim, w rejonie grodzieńskim, w sielsowiecie Hoża.
W dwudziestoleciu międzywojennym wieś leżała w Polsce, w województwie białostockim, w powiecie grodzieńskim, w gminie Hoża. Należała do parafii świętych apostołów Piotra i Pawła w Hoży oraz do parafii prawosławnej w Grodnie. Wieś podlegała pod Sąd Grodzki i Okręgowy w Grodnie; właściwy urząd pocztowy mieścił się w Hoży. Według Powszechnego Spisu Ludności z 1921 roku Polnicę II zamieszkiwały 284 osoby, 283 było wyznania rzymskokatolickiego, a 1 prawosławnego. 283 mieszkańców zadeklarowało polską przynależność narodową, a 1 białoruską. Były tu 43 budynki mieszkalne. 16 października 1933 utworzyła gromadę Polnica II w gminie Hoża.
Po II wojnie światowej weszła w struktury ZSRR.